# Hermann Baun
Hermann Baun (* 17. Dezember 1897 in Odessa; † 17. Dezember 1951) war ein deutscher Offizier der Abwehr, der während des gesamten Russlandfeldzuges der Wehrmacht die frontnahe Spionage koordinierte sowie erster Leiter der Organisation Gehlen, dem Vorläufer des Bundesnachrichtendienstes (BND).

## Leben

### Kindheit und Erster Weltkrieg
Baun wurde als Sohn des Kaufmanns Carl und Wilhelmine Baun in Odessa geboren. Für das Gymnasium siedelte er nach Leipzig über, wo er am 11. April 1916 die allgemeine Hochschulreife erlangte. Als 18-Jähriger trat er ins deutsche Heer ein, wurde während des Ersten Weltkrieges zum Offizier der Infanterie ausgebildet und im Spätsommer 1917 zum Leutnant befördert. Er hatte Einsätze an der West- und Ostfront und war zuletzt als Nachrichtenoffizier in einem Armeeoberkommando für die Feindaufklärung zuständig.

### Zwischenkriegszeit
Nach Kriegsende schied Baun aus dem Wehrdienst aus und kehrte zurück nach Odessa. Dort heiratete er am 5. Februar 1920 Irma Liebmann und wurde fünf Jahre später Vater eines Sohnes. Von 1921 bis 1929 arbeitete Baun am Deutschen Konsulat in Odessa, wo er zunächst die Fürsorgestelle für Kriegs- und Zivilgefangene leitete und Mitte 1922 Konsulatssekretär wurde. Im Anschluss ging er bis 1937 an die deutsche Vertretung nach Kiew, wo er zuletzt Verwaltungsassistent war.

### Wehrmacht
Im Folgenden kehrte Baun nach Deutschland zurück und wurde am 1. Juli 1937 in die Wehrmacht eingestellt. Nach halbjähriger Probezeit als Ergänzungsoffizier (E-Offizier) wurde er zum 1. Januar 1938 auf Dauer übernommen und zum Hauptmann befördert. Er wurde sogleich zur Amtsgruppe Ausland/Abwehr versetzt, vermutlich aufgrund seiner hervorragenden russischen und ukrainischen Landes- und Sprachkenntnisse. Dort war er in der Abteilung I (Nachrichtenbeschaffung) im Referat I H Ost/Nord (Landstreitkräfte östlicher Feindstaaten im Norden), tätig. Er wertete offene Quellen, russischsprachige Literatur- und Presseerzeugnisse aus.
1939 war er zuständiger Sachbearbeiter für Polen und wertete erbeutete polnische Nachrichtendienstunterlagen aus. Etwa 1940 wurde er zum Major befördert und Leiter des Russland-Referats innerhalb der Abteilung I. Im Juni 1941 verlegte Baun in die Nähe von Warschau, um die Leitung der Dienststelle „Walli I“ zu übernehmen. Sie hatte die Aufgabe, frontnahe Nachrichtenbeschaffung durchzuführen, Beutedokumente auszuwerten und Gefangene zu befragen. Bei ihr liefen alle Feindnachrichten über die Ostfront zusammen. Wichtigster Bedarfsträger von Walli I war die Abteilung Fremde Heere Ost (FHO). 1943 wurde Walli I der FHO, welche seit April 1942 von Reinhard Gehlen geführt wurde, einsatzmäßig unterstellt. Eine dienstliche Beurteilung aus dem Jahr 1943 weist Baun als Hauptträger des geheimen Nachrichtendienstes gegen Russland aus. Bauns Frau Irma und weitere Familienangehörige kamen beim Bombenangriff auf Dresden 1945 ums Leben. Am 4. April 1945 trafen sich Baun und sein Adjutant Graber mit Gehlen und dessen Stellvertreter, Gerhard Wessel, in Bad Elster. Sie vereinbarten, sich, ihr Schlüsselpersonal und Material nach dem Krieg den Amerikanern anzubieten. Dieses Treffen wird auch „Pakt von Bad Elster“ genannt. Den FHO-Angehörigen gaben sie den Decknamen „Fritz“, den Abwehr-Angehörigen „Otto“.

### Nach dem Zweiten Weltkrieg
Am 29. Juli 1945 begab sich der damalige Oberstleutnant Baun in Hinterberg bei Sonthofen freiwillig in amerikanische Kriegsgefangenschaft und wurde im Raum Allgäu bis September 1945 festgehalten. Die Amerikaner, die gezielt nach Baun gesucht hatten, erhofften sich von ihm fundierte Kenntnisse über die Sowjetunion, die Rote Armee sowie Kontakte zu intakten Agentennetzwerken. Gehlen war mit weiteren FHO-Angehörigen („Fritz“) in die USA gebracht worden, wo sie ausgiebig befragt wurden. Eine erste vorläufige Befragung Bauns fand am 16. August 1945 im Verhörzentrum der 3. US-Armee in Freising statt. Am 10. Oktober 1945 legte er den Amerikanern ein von ihm erarbeitetes Konzept für eine Spionage- und Gegenspionageorganisation (Deckname: Keystone) vor. Im November 1945 reiste Baun durch die amerikanische Besatzungszone, um nach ehemaligen Mitarbeitern der Abwehr („Otto“) Ausschau zu halten. Diese wurden in einem kleinen Hotel in Oberursel untergebracht. Das US-Kriegsministerium erteilte am 10. Dezember 1945 die Genehmigung für Spionage-Aktivitäten der „Gruppe Baun“. Für den Einsatz von Baun unmittelbar verantwortlich war der Brigadegeneral Edwin L. Sibert, G2 der United States Forces European Theater. Sibert legte Fritz und Otto in der sogenannten „Organisation X“ zusammen. Anfang 1946 lag Bauns Schwerpunkt auf der Gegenspionage, um sowjetische Spionage in der amerikanischen Besatzungszone zu erkennen. Alfred Bentzinger wurde von Baun mit dem Aufbau der Dienststelle 114 in Karlsruhe beauftragt. Ab dem 1. April 1946 wechselte der Schwerpunkt auf die Militäraufklärung in der sowjetischen Besatzungszone. Dieses Datum war auch der offizielle Startschuss der „Operation Rusty“, die seit dem Aufenthalt im Oberurseler Camp King als Organisation Gehlen bezeichnet wurde. Baun war ihr erster Leiter. Im Spätsommer 1946 hatte er 124 vollzeitbeschäftigte Mitarbeiter. Die Reaktivierung alter Agentennetzwerke der Abwehr und von Walli I gelang jedoch nicht. Haupterkenntnisquellen waren die Befragungen von rückkehrenden Kriegsgefangenen und Flüchtlingen. Hinzu kam eine bescheidene Fernmeldeaufklärung. Baun arbeitete für ein gutes Jahr im Opel-Jagdhaus im Weihergrund von Anspach, einer Außenstelle des Camp King.
Gehlen kehrte im Juli 1946 aus den USA zurück und wurde in die Operation Rusty integriert, die mit Gehlen eine Auswertekomponente erhielt. Im Februar 1947 übernahm Gehlen die Gesamtleitung über die Operation Rusty. Baun blieb bis April 1947 Leiter der Beschaffung. Dann wurde er von Gehlen abgesetzt und sollte sich fortan mit der Aufklärung gegen die Sowjetunion (Tiefenaufklärung/strategische Aufklärung) befassen. Basis der Aktivitäten sollte der Nahe Osten sein, weshalb sich Baun Ende 1948 auf seine Abreise nach Teheran vorbereitete. Zum 31. Januar 1950 schied er aus der Organisation Gehlen aus. Baun starb an seinem 54. Geburtstag an Krebs.